# Soekris
Soekris (Soekris Engineering, Inc.) est une petite société américaine (Santa Cruz, Californie) produisant du matériel informatique, principalement en OEM.
Le nom Soekris est souvent associé à son produit phare : une gamme de cartes-mère minimalistes destinées aux applications réseau (routeur, serveur DNS, parefeu...) sous systèmes *BSD ou GNU/Linux.

Note : le nom de la société est issue du nom de son fondateur :  Søren Kristensen